# 알렉세이 디야첸코
알렉세이 블라디미로비치 디야첸코(러시아어: Алексе́й Влади́мирович Дьяче́нко, 1978년 11월 11일~)는 러시아의 펜싱 선수, 비행사로 주 종목은 사브르이다. 2004년 하계 올림픽에서 남자 사브르 단체전 동메달을 획득했으며 세계 선수권 대회에서 금메달 3개, 동메달 1개를 획득했다.

## 개인사
여동생인 예카테리나 디야첸코 또한 펜싱 선수로 활동했다.